# Jaya Prakash Narayan

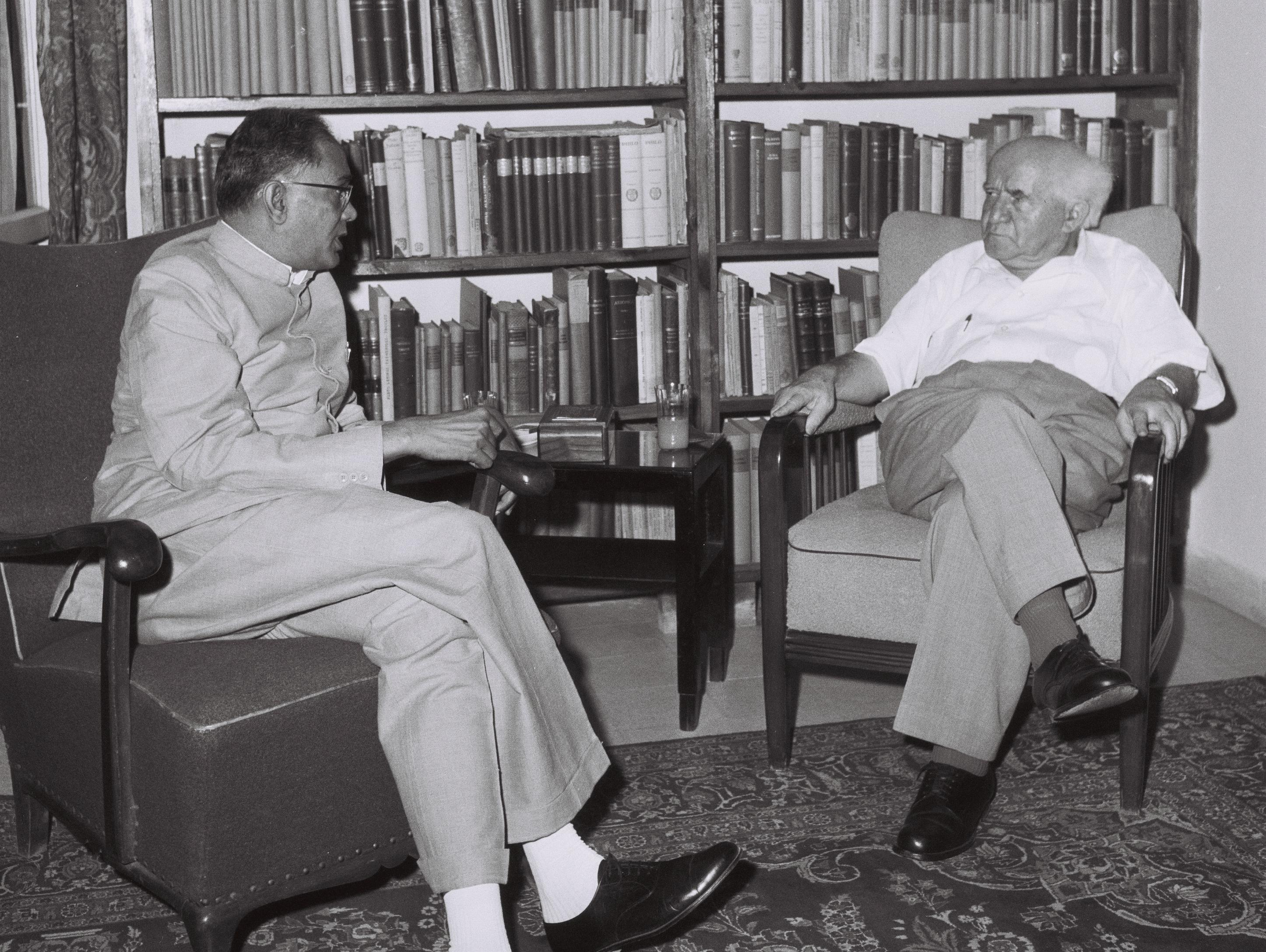
J P Narayan (t.v.) träffar Israels premiärminister David Ben-Gurion 1958

Jaya Prakash Narayan, ofta kallad J.P., född 11 oktober 1902, död 8 oktober 1979, var en indisk politiker. 1929-1948 arbetade Narayan inom kongresspartiet och deltog i den civila ohörsamhetsrörelsen för ett självständigt Indien. 1954 lämnade han partipolitiken och valde att ägna sitt liv åt Bhoodan Yanja Movement, som krävde att mark skulle delas ut till de jordlösa. 1974 framträdde han som en allvarlig kritiker av Indira Gandhis regim, som han såg som korrupt och odemokratisk. Den rörelse han ledde skapade Janata Party, som vann de indiska valen år 1977.

## Utmärkelser
- 1965 – Ramon Magsaysaypriset[6]